# Verbandsgemeinde Bad Kreuznach
La comunità amministrativa di Bad Kreuznach (Verbandsgemeinde Bad Kreuznach) si trova nel circondario di Bad Kreuznach nella Renania-Palatinato, in Germania.

## Comuni
Fanno parte della comunità amministrativa i seguenti comuni:
| Comune, città                  | Sup. (km²) | Abitanti |
| ------------------------------ | ---------- | -------- |
| Altenbamberg                   | 7,53       | 770      |
| Biebelsheim                    | 3,10       | 652      |
| Feilbingert                    | 10,05      | 1 485    |
| Frei-Laubersheim               | 9,88       | 1 021    |
| Fürfeld                        | 12,48      | 1 593    |
| Hackenheim                     | 4,31       | 2 080    |
| Hallgarten                     | 2,54       | 747      |
| Hochstätten                    | 5,49       | 615      |
| Neu-Bamberg                    | 4,56       | 928      |
| Pfaffen-Schwabenheim           | 5,18       | 1 524    |
| Pleitersheim                   | 2,32       | 335      |
| Tiefenthal                     | 1,35       | 125      |
| Volxheim                       | 4,91       | 1 153    |
| Verbandsgemeinde Bad Kreuznach | 73,7       | 13 028   |

(Abitanti al 31 dicembre 2021)